# Ipse dixit
Ipse dixit ("Así lo dijo el") es una expresión latina, que aparece originalmente en Cicerón (De Natura Deorum, I, 5), quien la atribuye a los pitagóricos, quienes aceptaban "incluso sin razón" cualquier idea que se sustentara por provenir de Pitágoras; con el mismo sentido que tiene otra expresión similar, pero más utilizada: Magister dixit ("El maestro lo dijo").
Se aplica para designar los razonamientos autorreferenciales o sustentados en axiomas sin otro fundamento que sí mismos, y a la retórica infundada.

## Otros usos
- Ipse dixit es un álbum del grupo musical Exilio Psíquico.